# HD78893
HD78893 — хімічно пекулярна зоря спектрального класу A0, що має видиму зоряну величину в смузі V приблизно  8,2.
Вона  розташована на відстані близько 1076,4 світлових років від Сонця.

## Фізичні характеристики
Телескоп Гіппаркос зареєстрував фотометричну змінність  даної зорі з періодом    0,83 доби в межах від  Hmin= 8,31 до  Hmax= 8,24.